# Rudolf Szanwald
Rudolf „Rudi” Szanwald (ur. 6 lipca 1931 w Wiedniu, zm. 2 stycznia 2013 tamże) – austriacki piłkarz grający na pozycji bramkarza. W swojej karierze rozegrał 12 meczów w reprezentacji Austrii.

## Kariera klubowa
Swoją karierę piłkarską Szanwald rozpoczął w klubie Wiener SC. W 1951 roku awansował do kadry pierwszego zespołu. W sezonie 1951/1952 zadebiutował w jego barwach w austriackiej Bundeslidze. W sezonie 1953/1954 stał się podstawowym bramkarzem Wiener SC. W sezonach 1957/1958 i 1958/1959 wywalczył z Wiener SC dwa tytuły mistrza Austrii, a także dwa wicemistrzostwa kraju w sezonach 1954/1955 i 1959/1960. W Wiener SC występował do końca sezonu 1965/1966. Rozegrał w nim 300 ligowych spotkań.
W 1966 roku Szanwald przeszedł do Austrii Klagenfurt. Występował w niej przez jeden sezon i w 1967 roku ponownie zmienił klub. Został wówczas zawodnikiem Austrii Wiedeń. W sezonach 1968/1969 oraz 1969/1970 dwukrotnie z rzędu zostawał z Austrią mistrzem kraju. W 1970 roku zakończył swoją karierę w wieku 39 lat.
| Sezon   | Klub               | Kraj    | Rozgrywki  | Mecze | Bramki |
| ------- | ------------------ | ------- | ---------- | ----- | ------ |
| 1951/52 | Wiener SC          | Austria | Bundesliga | 1     | 0      |
| 1952/53 | Wiener SC          | Austria | Bundesliga | 0     | 0      |
| 1953/54 | Wiener SC          | Austria | Bundesliga | 23    | 0      |
| 1954/55 | Wiener SC          | Austria | Bundesliga | 26    | 0      |
| 1955/56 | Wiener SC          | Austria | Bundesliga | 7     | 0      |
| 1956/57 | Wiener SC          | Austria | Bundesliga | 20    | 0      |
| 1957/58 | Wiener SC          | Austria | Bundesliga | 25    | 0      |
| 1958/59 | Wiener SC          | Austria | Bundesliga | 24    | 0      |
| 1959/60 | Wiener SC          | Austria | Bundesliga | 19    | 0      |
| 1960/61 | Wiener SC          | Austria | Bundesliga | 26    | 0      |
| 1961/62 | Wiener SC          | Austria | Bundesliga | 26    | 0      |
| 1962/63 | Wiener SC          | Austria | Bundesliga | 26    | 0      |
| 1963/64 | Wiener SC          | Austria | Bundesliga | 26    | 0      |
| 1964/65 | Wiener SC          | Austria | Bundesliga | 26    | 0      |
| 1965/66 | Wiener SC          | Austria | Bundesliga | 25    | 0      |
| 1966/67 | Austria Klagenfurt | Austria | Bundesliga | 22    | 0      |
| 1967/68 | Austria Wiedeń     | Austria | Bundesliga | 22    | 0      |
| 1968/69 | Austria Wiedeń     | Austria | Bundesliga | 7     | 0      |
| 1969/70 | Austria Wiedeń     | Austria | Bundesliga | 11    | 0      |

## Kariera reprezentacyjna
W reprezentacji Austrii Szanwald zadebiutował 16 października 1955 roku w przegranym 1:6 meczu Pucharu Dr. Gerö 1955/1957 z Węgrami. W 1958 roku został powołany do kadry na mistrzostwa świata w Szwecji. Na nich rozegrał dwa mecze: z Brazylią (0:3) i z Anglią (2:2). Od 1955 do 1965 roku rozegrał w kadrze narodowej 12 meczów.
| Mecze i gole w reprezentacji | Mecze i gole w reprezentacji | Mecze i gole w reprezentacji | Mecze i gole w reprezentacji | Mecze i gole w reprezentacji | Mecze i gole w reprezentacji | Mecze i gole w reprezentacji |
| #                            | Data                         | Stadion                      | Rywal                        | Wynik                        | Gol                          | Rozgrywki                    |
| 1955                         | 1955                         | 1955                         | 1955                         | 1955                         | 1955                         | 1955                         |
| ---------------------------- | ---------------------------- | ---------------------------- | ---------------------------- | ---------------------------- | ---------------------------- | ---------------------------- |
| 1.                           | 16.10.1955                   | Budapeszt, Węgry             | Węgry                        | 1:6                          | 0                            | Puchar Dr. Gerö 1955/57      |
| 1958                         |                              |                              |                              |                              |                              |                              |
| 2.                           | 14.05.1958                   | Wiedeń, Austria              | Irlandia                     | 3:1                          | 0                            | towarzyski                   |
| 3.                           | 08.06.1958                   | Uddevalla, Szwecja           | Brazylia                     | 0:3                          | 0                            | MŚ 1958                      |
| 4.                           | 15.06.1958                   | Borås, Szwecja               | Anglia                       | 2:2                          | 0                            | MŚ 1958                      |
| 1960                         |                              |                              |                              |                              |                              |                              |
| 5.                           | 27.03.1960                   | Wiedeń, Austria              | Francja                      | 2:4                          | 0                            | el. ME 1960                  |
| 1962                         |                              |                              |                              |                              |                              |                              |
| 6.                           | 16.09.1962                   | Wiedeń, Austria              | Czechosłowacja               | 0:6                          | 0                            | towarzyski                   |
| 7.                           | 28.10.1962                   | Budapeszt, Węgry             | Węgry                        | 0:2                          | 0                            | towarzyski                   |
| 8.                           | 11.11.1962                   | Wiedeń, Austria              | Włochy                       | 1:2                          | 0                            | towarzyski                   |
| 1964                         |                              |                              |                              |                              |                              |                              |
| 9.                           | 27.09.1964                   | Wiedeń, Austria              | Jugosławia                   | 3:2                          | 0                            | towarzyski                   |
| 1965                         |                              |                              |                              |                              |                              |                              |
| 10.                          | 16.05.1965                   | Moskwa, ZSRR                 | ZSRR                         | 0:0                          | 0                            | towarzyski                   |
| 11.                          | 13.06.1965                   | Wiedeń, Austria              | Węgry                        | 0:1                          | 0                            | el. MŚ 1966                  |
| 12.                          | 05.09.1965                   | Budapeszt, Węgry             | Węgry                        | 0:3                          | 0                            | el. MŚ 1966                  |